# أليس فرانك
أليس فرانك (بالإنجليزية: Alyce Frank)‏ هي رسامة أمريكية، ولدت في 1932 في نيو أيبيريا في الولايات المتحدة.